# Rauia resinosa
Rauia resinosa là một loài thực vật có hoa trong họ Cửu lý hương. Loài này được Nees & C. Mart. miêu tả khoa học đầu tiên năm 1823.